# Mesjasz Diuny
Mesjasz Diuny (ang. Dune Messiah) – druga powieść Franka Herberta dotycząca uniwersum Diuny, wydana w 1969 roku. Początkowo publikowana w odcinkach w magazynie Galaxy Science Fiction. W Polsce powieść oficjalnie ukazała się w 1992 nakładem wydawnictwa Phantom Press. Książka jest sequelem powieści Diuna.

## Streszczenie
Po wojnie (zwanej „dżihadem Muad’Diba”) zakończonej osadzeniem Muad’Diba na imperialnym tronie i wprowadzeniem nowej religii sterowanej przez kwizarów tawfidów (fremeńskich kapłanów) w galaktyce zawiązuje się spisek poprzednich potęg w celu zniszczenia młodego władcy. Dzięki zdolnościom jasnowidzenia Paul dostrzega, że śmierć ponad sześćdziesięciu miliardów ludzi w czasie dżihadu nie zakończyła spirali przemocy i że możliwa jest zagłada ludzkości. Równocześnie Tleilaxanie wszczynają spisek przeciwko władcy, w którym biorą udział osoby z jego najbliższego otoczenia, w tym Korba – szef kwizarów tawfidów. Muad’Dib nakazuje użycie sił zbrojnych przeciwko buntownikom na Arrakis, jednak oni odpowiadają bronią atomową. W wyniku tego Paul i wielu Fremenów zostaje oślepionych. By nie doprowadzić do zniszczenia ludzkości, Paul wybiera samotną wędrówkę na pustynię i śmierć. Alia Atryda zostaje regentką Imperium, w imieniu nowo narodzonych dzieci Paula.